# Gonni
Gonni (Grieks: Γόννοι) is een deelgemeente (dimotiki enotita) van de fusiegemeente (dimos) Tempi, in de Griekse bestuurlijke regio (periferia) Thessalië.
Gonni Romeinse oude vorm: Gonnus, Griekse oude vorm: Gonnos) ligt in het voormalige departement Larissa. Bevolking 3.119 (2001).
De gemeente Gonnoi bestaat uit de volgende wijken (kinotita):
- Elia
- Gonnoi
- Itea
- Kallipefki

## Antiek Gonni
Op een helling nabij eigentijds Gonnoi, "Kastri" (kasteel) geheten, ligt de oude stad van Gonni.